# Casa da Flor
A Casa da Flor é uma obra de arquitetura espontânea, localizada em São Pedro da Aldeia, Rio de Janeiro, Brasil. É um conjunto cultural tombado pelo IPHAN e INEPAC.

## Histórico
Foi construída por Gabriel Joaquim dos Santos entre 1912 e 1985, com materiais domésticos reciclados e refugo de construções do local.
Em 1987, com o objetivo de preservar e divulgar a casa e o trabalho de Seu Gabriel, foi criada a Sociedade de Amigos da Casa da Flor, hoje Instituto Cultural Casa da Flor, uma entidade civil sem fins lucrativos.
A casa, iniciada em 1912, a partir de 1923, após um sonho do artista, passou a ser acrescida aos poucos de objetos encontrados no lixo, cacos de cerâmica, de louça, de vidro, de ladrilhos e de outros objetos considerados imprestáveis para o uso: lâmpadas queimadas, conchas, pedrinhas, correntes, tampas de metal, manilhas, faróis de automóveis… Aos poucos foram formadas flores, folhas, mosaicos, cachos de uvas, colunas e esculturas fantásticas, fixados dentro e fora da casa.
A Casa da Flor tem sido documentada e filmada através de iniciativas no sentido de enaltecimento e conservação de seu valor cultural. A obra pode ser incluída entre os artistas/arquitetos como Ferdinand Cheval, na França, Antoni Gaudí, em Barcelona, Antônio Virzi, no Rio de Janeiro, com sua arquitetura orgânica e surreal.
A professora e pesquisadora Amélia Zaluar, que conviveu com o artista durante oito anos (1978 - 1985), escreveu uma monografia sobre a Casa da Flor, intitulada “A Casa da Flor – Tudo caquinho transformado em beleza”.

## Prêmios
- Prêmio Estácio de Sá/ Preservação do Patrimônio Público. Conselho Estadual de Cultura/ RJ. 2000
- Prêmio Culturas Populares/ Secretaria da Identidade e da Diversidade Cultural/ Ministério da Cultura. 2007